# Romeo × Juliet (аниме)
Romeo × Juliet (яп. ロミオ×ジュリエット, рус. Ромео и Джульетта) — 24-серийный аниме-сериал, по мотивам одноименной трагедии Уильяма Шекспира. Сериал транслировался на канале CBC c 5 апреля 2007 года по 26 сентября 2007 года.

## Сюжет
На плавучем острове Нео Верона — Леонтес Монтекки и его люди ведут кровавый переворот и убивают всех членов правящего Дома Капулетты. Только младшая дочь лорда Капулет, Джульетта, могла сбежать. Четырнадцать лет спустя, Леонтес уже управляет землей железным кулаком и подавляет любого, кто выступает против него. Джульетте, теперь шестнадцать, он борется с угнетением Дома Монтегю как замаскированная личность «Красный вихрь». Посещая «Розовый бал», организованный Монтекки с другом, Джульетта встречает Ромео, сына принца Монтегю, и оба они очень любят с первого взгляда. К сожалению для них, лоялисты Капулетты планируют восстание, чтобы свергнуть Дом Монтекки, в то время как Леонтес одержим разрушением угрозы Дома Капулетти навсегда. Поскольку эти звездчатые любовники сталкиваются со многими проблемами и приключениями вместе, что еще больше укрепит и углубит их истинную непоколебимую романтическую любовь, медленно открывается древняя тайна, скрытая глубоко в Нео Вероне.

## Персонажи
Ромео Монтекки (яп. ロメオ Ро:мэо) — Добрый, заботливый, бескорыстный и скромный человек, который выступает против жестокости и тирании своего отца и разделяет многие идеалы с Джульеттой. Он является наследником престола Вероны. По политическим причинам был вынужден к помолвке с молодой дворянкой Гермионой. Как и Джульетта, он тоже разрывается между своим обязанностям к отцу и его любовью к Джульетте.
Сэйю: Мидзусима Такахиро
Джульетта Капулетти (яп. ジュリエット Дзю:риетта) — Джульетта является последним потомком семьи Капулетти, в прошлом правящей континентом Нео Верона. Ее семью на ее же собственных глазах убил глава семьи Монтекки. Все это произошло, когда Джульетте было всего лишь два года и она поспешно забыла все события произошедшие с ней. Все эти 14 лет она притворялась мальчиком по имени Один и жила, вместе с оставшимися членами дома Капулетти, у Вильяма. Джульетта отличный фехтовальщик и чтобы как-то облегчить страдания народа Новой Вероны, она помогает им под личиной Алого Ветра — защитника справедливости, который всегда придет на помощь. Но несмотря на это она является пацифисткой и очень доброй по своей природе, она ни за что не может убить человека и всегда ищет альтернативные пути решения проблем. В канун своего дня рождения Джульетта встречает на балу роз Новой Вероны юношу по имени Ромео и с первого взгляда влюбляется в него. В 16-летие ей была обещана открыться вся правда, кроющаяся от нее — это обещание было исполнено. Ей предстояло отомстить герцогу Монтекки за беспощадную смерть своих родителей и отстоять честь дома Капулетти. Будучи наивной и очень доброй, эта новость шокировала ее, к такому повороту событий она точно не была готова. Вскоре Джульетта вновь узнала ужасную истину, тот Ромео, в которого она без памяти влюбилась на балу, на самом деле является сыном герцога Монтекки. После жизни, отданной Ланцелотом — аптекаря подлечивавшего Алого Ветра, для спасения Джульетты, ей ничего не оставалось, как принять всю эту жестокую правду и начать бороться, забыв все свои истинные чувства. После предательства старого друга Конрада, Джульетте приходится бежать и она вновь сталкивается с Ромео, но теперь ей и ему не приходится скрывать свою любовь. Они приняли решение жить там, где их никто не знает, где не существует ни Монтекки, ни Капулетти. Они поселились в заброшенном доме вдалеке от Новой вероны и дали друг другу клятву вечной любви. Именно там, Джульетта обнаружила корни древа и стала слышать голос Эскала. После некоторых событий их арестовывают и отправляют в Новую Верону, где Джульетту сразу же приговаривают к смертной казни. Члены дома Капулетти решают спасти ее, но во время спасения Джульетту смывает хлынувшим потоком воды и выносит прямо к Эскалу — древу, который уже предопределил ее трагичную судьбу. После всего произошедшего, она принимает решение бороться и более не отступать, но бороться не для того, чтобы отомстить герцогу Монтекки, а бороться для того, чтобы создать обновленную Новую Верону, которую еще никто и никогда не видел — это уже было начало революции.
Сэйю: Мидзусава Фумиэ

## Терминология
- Драконий конь (竜 馬 Ryūba, лит. Драконья Лошадь) — Крылатая лошадь с хвостом дракона, похожая на Пегаса. Драконьи лошади способны перевозить людей на спине и обрабатываются с помощью поводья так же, как и обычные лошади. Драконский король, более чем средство передвижения, можно считать символом статуса, поскольку они не являются чем-то, чем могут принадлежать простые люди, и их видят только члены аристократии или дворянства. Драконские кони с вырожденными крыльями, которые не могут летать, часто принадлежат простолюдинам.
- Великое дерево Эскалус (Taiki Esukarasu) — Огромное и заколдованное дерево внутри замка Монтегю, которое дает поддержку Нео Вероне. По словам ее смотрителя, женщины по имени Офелия, она даёт благословения людям, но она также ослабляет, если у этого человека нет любви в их сердцах. Когда он процветает, он бросает блестящий плод из своих ветвей. Поскольку это было в заботе Монтегю, дерево заметно начало увядать, а Нео Верона стала нестабильной.

## Саундтрек
На протяжении сериала (с 1 и 12 и 24 сериях) используется песня «You Raise Me Up» в исполнении Lena Park.
Вступительная заставка
- «Inori ~You Raise Me Up~» в исполнении Lena Park

Заключительные заставки
- «Cyclone» в исполнении 12012
- «Good bye, yesterday» в исполнении Mizrock

Вся музыка написана Хитоси Сакимото.
| №                   | Название                                                                        | Performer(s)                | Длительность |
| ------------------- | ------------------------------------------------------------------------------- | --------------------------- | ------------ |
| 1.                  | «Capulet Ie no Higeki»                                                          | Хитоси Сакимото             | 4:56         |
| 2.                  | «You Raise Me Up» (Рольф Лёвланд, Брендан Грэхам, Дако Окачимачи, Девид Фостер) | Лена Парк                   | 5:04         |
| 3.                  | «Akai Shippuu»                                                                  | Eminence Symphony Orchestra |              |
| 4.                  | «Neo Verona»                                                                    | Eminence Symphony Orchestra |              |
| 5.                  | «Nakama Tachi»                                                                  |                             |              |
| 6.                  | «Deai»                                                                          | Eminence Symphony Orchestra |              |
| 7.                  | «Fureai»                                                                        |                             |              |
| 8.                  | «Kakki»                                                                         | Eminence Symphony Orchestra |              |
| 9.                  | «Doukoku»                                                                       | Eminence Symphony Orchestra |              |
| 10.                 | «Ihen»                                                                          | Eminence Symphony Orchestra |              |
| 11.                 | «Kunou»                                                                         | Eminence Symphony Orchestra |              |
| 12.                 | «Inbou»                                                                         | Eminence Symphony Orchestra |              |
| 13.                 | «Boukun»                                                                        | Eminence Symphony Orchestra |              |
| 14.                 | «Yasuragi»                                                                      | Eminence Symphony Orchestra |              |
| 15.                 | «Yakusoku»                                                                      | Eminence Symphony Orchestra |              |
| 16.                 | «Betsuri»                                                                       | Eminence Symphony Orchestra |              |
| 17.                 | «Samazama na Omoi»                                                              | Eminence Symphony Orchestra |              |
| 18.                 | «Dakkan»                                                                        | Eminence Symphony Orchestra |              |
| 19.                 | «Escalus no Futagoki»                                                           | Eminence Symphony Orchestra |              |
| 20.                 | «Kimi no iru Sekai»                                                             | Eminence Symphony Orchestra |              |
| 21.                 | «Cyclone»                                                                       | Eminence Symphony Orchestra |              |
| Общая длительность: | Общая длительность:                                                             | Общая длительность:         | 51:38        |

## Список серий
| 1 | Two of Them: If They Did Not Meet (ふたり~出会わなければ~) | 5 апреля 2007 года    |
| Леонтес Монтекки нападает на поместье Капулетти, объявляя что власть над Новой Вероной переходит к дому Монтекки и приказывает убить всю семью, двум маленьким девочкам удаётся спастись. Спустя 14 лет стража в городе пытается арестовать девочку за принадлежность к семье Капулетти, но их останавливает молодой человек в маске и красном плаще по имени Один. Стража пускается в погоню за Одином, который встречает свою знакомую Корделия и их спасают от погони Ромео и Бенволио верхом на пегасах. Придя домой, Один снимает маску и накладку для волос и оказывается, что он - Джульетта. Джульетта при странном стечении обстоятельств попадает на Бал Роз, устроенный Монтекки, где она встречает Ромео. |                                                            |                       |
| 2 | Promise: Memorable Fragrance                               | 12 апреля 2007 года   |
| 3 | Love: Cruel Mischief                                       | 19 апреля 2007 года   |
| 4 | Shyness: Stuck in the Rain                                 | 26 апреля 2007 года   |
| 5 | Cold Wind: Burning Resolution                              | 3 мая 2007 года       |
| 6 | Hope: Entrusting Tomorrow                                  | 10 мая 2007 года      |
| 7 | Warmth: Just for Now                                       | 17 мая 2007 года      |
| 8 | Indulgence: Justice                                        | 24 мая 2007 года      |
| 9 | Uprising: Clear of Doubt                                   | 31 мая 2007 года      |
| 10 | Tears: To Meet You                                         | 7 июня 2007 года      |
| 11 | Oath: Morning Blessing                                     | 14 июня 2007 года     |
| 12 | Rest: Just as We Are                                       | 21 июня 2007 года     |
| 13 | Pulse: Guided                                              | 28 июня 2007 года     |
| 14 | Burden of Duty: In These Arms                              | 5 июля 2007 года      |
| 15 | Oneself: The Path to Take                                  | 12 июля 2007 года     |
| 16 | Alone: Loving You                                          | 17 июля 2007 года     |
| 17 | Tyrant: The Pitch-Black Origin                             | 26 июля 2007 года     |
| 18 | Aspiration: In Each Heart                                  | 2 августа 2007 года   |
| 19 | Inheritance: If Any Will, We Will                          | 9 августа 2007 года   |
| 20 | Mission: An Unwavering Step                                | 29 августа 2007 года  |
| 21 | Rule: A Goddess`s Embrace                                  | 5 сентября 2007 года  |
| 22 | Curse: Ravaging Passion                                    | 12 сентября 2007 года |
| 23 | Germination: The Kiss of Death                             | 19 сентября 2007 года |
| 24 | Prayer: In the Same World as You                           | 26 сентября 2007 года |
| Ромео собирается остановить Офелию от принуждения бессознательной Джульетты к поглощению Эскалусом. Когда континент начинает спускаться по Франциско, Курио и Тибальт приходят помочь Ромео, но их легко сбивают. В последней попытке спасти Джульетту Ромео использует свою последнюю силу, чтобы прокричать её имя, и она просыпается. Ромео смертельно ранен Офелией, которую Ромео убивает. Джульетта видит, что Ромео умирает на земле и решает следовать своей судьбе, жертвуя собой, чтобы спасти всех в Нео Вероне. Прошло несколько лет, где выяснилось, что после смерти Ромео и Джульетты, Франциско и Витторио являются членами нового парламента Новой Вероны, Курио владеет продуктовым магазином, у Бенволио и Корделии есть новорождённый ребёнок, Конрад и Антонио посещают могилу Джульетты, довольный Тибальт берёт младших братьев Петрухио в поездку на Сиело, и Уильям говорит, что радость любви — это то, что Ромео и Джульетта научили его, когда духи Ромео и Джульетты видны, держась за руки. |                                                            |                       |